# NGC 1539
NGC 1539 je galaksija u zviježđu Biku.

## Vanjske poveznice
- SEDS: NGC 1539